# Günther Mund
Günther Artur Mund Borgs (Santiago, 7 de agosto de 1934 - Melipilla, 27 de marzo de 2011) fue un saltador y empresario chileno. Representó Chile en dos Juegos Olímpicos: en los Juegos Olímpicos de Londres de 1948 quedó en el puesto 26° en el trampolín de 3 metros. mientras que en los Juegos Olímpicos de Melbourne 1956 quedó 7º en el trampolín de 3 metros y 19º en la plataforma de 10 metros.
Los padres de Mund también eran saltadores olímpicos; Arthur Mund y Margret Borgs compitieron por Alemania en los Juegos Olímpicos de Ámsterdam de 1928. Tras migrar a Chile después de la Segunda Guerra Mundial, los Mund construyeron una piscina en Ñuñoa, frente al Estadio Nacional. Abierta en 1945, la piscina Mund rápidamente se transformó en un hito de la ciudad, con cinco piletas en su interior y uno de los primeros lugares de Santiago que habilitó un sauna y baños de vapor. Aquí entrenaban Günther y su hermana, la buceadora Lilo Mund.
Günther heredó la administración de la piscina a mediados de los años 1960, especializándolo como sauna para recuperación deportiva e instalaciones para practicar deportes acuáticos. En 1980, abrió una sede en la comuna de Vitacura, que actualmente es un spa con hidromasajes, jacuzzis y saunas. La piscina de Ñuñoa cerró en 1991 y fue demolida para desarrollar proyectos inmobiliarios.
Günther Mund falleció el 27 de marzo de 2011, cuando la avioneta que pilotaba capotó en un maizal cerca de Melipilla.